# Chimaphila
Genre
Classification APG III (2009)
Chimaphila (les chimaphiles) est un genre de plante à fleurs de la famille des Ericaceae et dont les espèces sont originaires des régions tempérées de l'hémisphère nord.
Ce sont des plantes à feuilles persistantes.

## Systématique
Le genre Chimaphila était auparavant classé dans la famille des Pyrolaceae.

## Liste d'espèces
Selon The Plant List (11 octobre 2021) :
- Chimaphila japonica Miq.
- Chimaphila maculata (L.) Pursh
- Chimaphila menziesii (R.Br. ex D.Don) Spreng.
- Chimaphila monticola Andres
- Chimaphila umbellata (L.) Nutt.

## Étymologie
Le nom du genre Chimaphila, « qui aime le froid », dérive du grec ancien χεῖμα, cheima, « hiver, mauvais temps, froid », et φιλία, philia, « amitié ».